# Braunschweiger Monogrammist

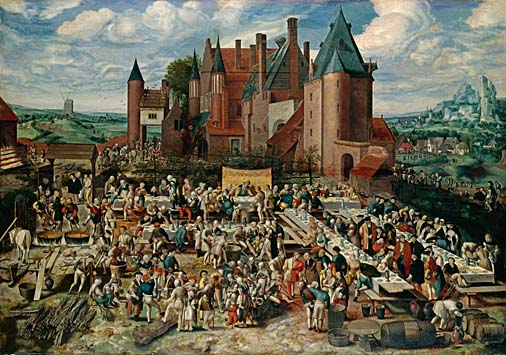
Das Große Gastmahl; Braunschweig, Herzog Anton Ulrich-Museum

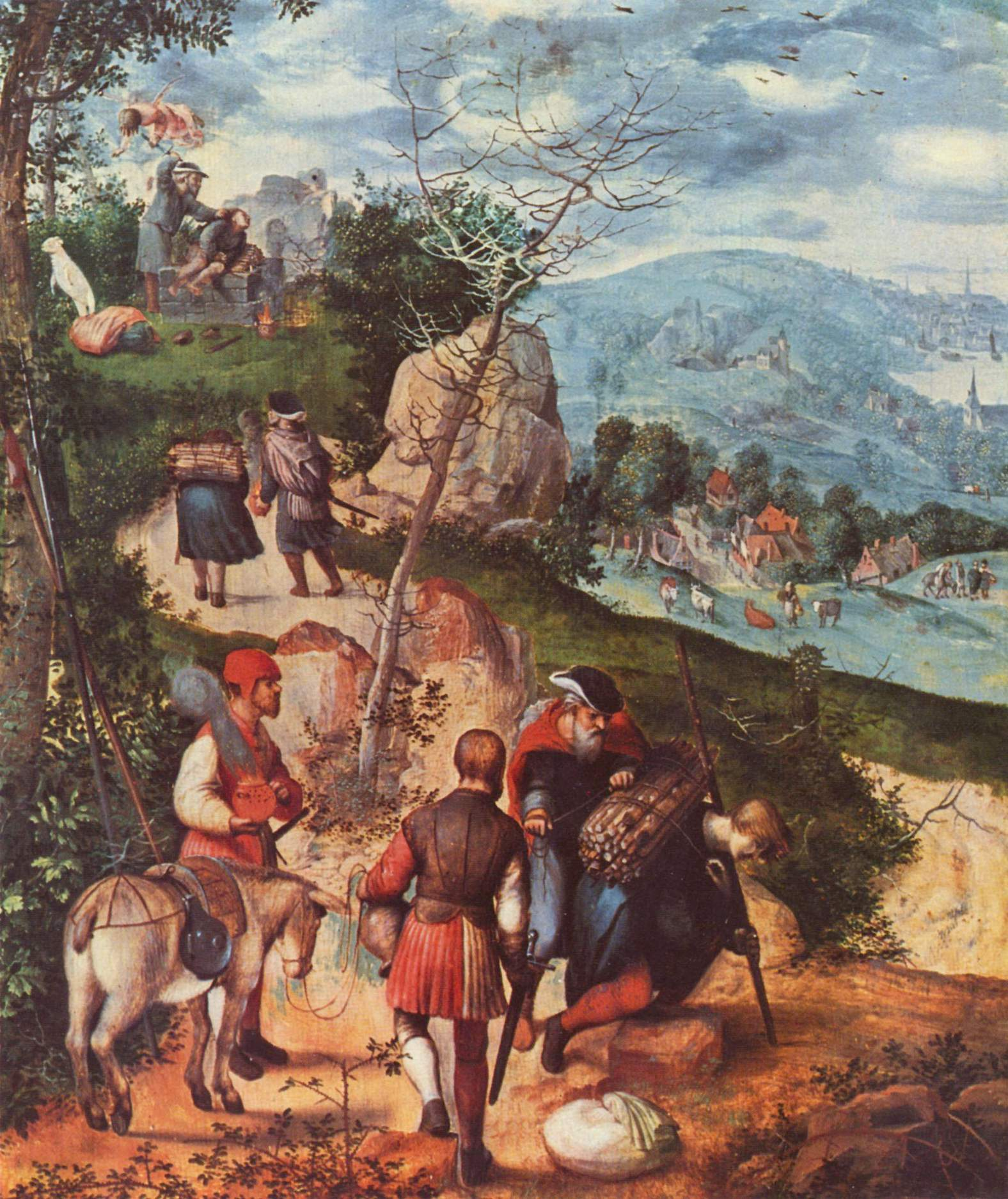
Opfer Abrahams; Paris, Louvre

Der Braunschweiger Monogrammist ist ein namentlich nicht bekannter niederländischer Maler der Renaissance der ersten Hälfte des 16. Jahrhunderts.

## Benennung und Frage der Identität
Dieser Notname geht auf das monogrammierte Gemälde Das Große Gastmahl oder Speisung der Fünftausend (eigentlich Das Gleichnis vom großen Gastmahl), zurück, das sich im Herzog Anton Ulrich-Museum in Braunschweig befindet und das charakteristische Monogramm „J.v.A.M.S.L.“ (am vorderen Bildrand auf einem Stein) trägt. Der erste, der eine Anzahl von Bildern des Künstlers zusammenstellte, war Wilhelm von Bode. Daraus wurde geschlossen, dass der Meister im zweiten Viertel des 16. Jahrhunderts vermutlich in Antwerpen tätig war. Es ist allerdings nicht gelungen, die Identität des Künstlers widerspruchsfrei zu klären, zumal das Monogramm selbst auch nicht mehr eindeutig lesbar ist, so dass der Künstler nur unter seinem Notnamen bekannt ist. Heute tendieren die Meinungen mehrheitlich dazu, dass es sich um Jan van Amstel handeln könnte. Zunächst wurde er von Oskar Eisenmann mit Jan Sanders van Hemessen identifiziert. Gustav Glück bezweifelte dies bereits 1910 in seinem Beitrag zum Allgemeinen Lexikon der Bildenden Künstler von der Antike bis zur Gegenwart, auch wenn er diesem eine nahe stilistische Verwandtschaft zusprach. Dies sei aber vermutlich darauf zurückzuführen, dass beide Künstler derselben Antwerpener Schule angehörten. Das Monogramm auf dem Braunschweiger Bild sei zudem oftmals, so unter anderem von Felix Graefe, „völlig unrichtig wiedergegeben worden ist, stimmt im übrigen schlecht zu dem Namen Jan Sanders van Hemessen, da es vor allem sicher kein H enthält“. Vielmehr vermutete Glück, der Braunschweiger Monogrammist sei mit Jan van Amstel identisch.
Silke Gatenbröcker, Kustodin des Museums, fasst den Erkenntnisstand über das bekannte Œuvre des Monogrammisten mit folgenden Worten zusammen:

„Alle Gemälde […] lassen sich nur aufgrund stilistischer Beobachtungen (dem Künstler) zuordnen. Diesen Maler muß man als einen der wichtigsten Vorläufer des berühmten Pieter Bruegel d. Ä. ansehen. Die Buchstabenkombination des Monogramms und verschiedene komplizierte kunsthistorische Rückschlüsse haben dazu geführt, darin den Maler Jan van Amstel zu vermuten. Jan van Amstel arbeitete mit dem Antwerpener Meister Pieter Coecke van Aelst zusammen, der wiederum Schwiegervater und wahrscheinlich auch Lehrmeister von Pieter Bruegel war.“

## Kunsthistorische Einordnung und Stil
Neben genrehaften Bildthemen stellte der Künstler auch biblische Szenen dar. Als Vorläufer von Pieter Bruegel d. Ä. war er vermutlich von großem Einfluss auf dessen Realismus.
Der Braunschweiger Monogrammist fällt durch kleinfigurige Darstellungen biblischer Stoffe auf, die er in zeitgenössische Volksszenen wandelt. Er bevorzugte für seine Sittenbilder Schilderungen öffentlicher Häusern, Bordellen oder Spielhöllen. Die biblischen Szenen stammen überwiegend aus der Leidensgeschichte Christi. So wurde ihm ein Einzug Christi in Jerusalem, eine Kreuztragung Christi oder ein Ecce homo zugeschrieben. Er ordnete seine kleinen Figürchen geschickt zu ungezwungen Gruppen zusammen, zeigte Kenntnisse in der Darstellung der Perspektive und der landschaftlichen Gegebenheiten. Gelobt wurde die naturgetreue Wiedergabe der Bewegung seiner Gestalten. Sein künstlerischer Einfluss wurde neben Cornelis Metsys (Massys) und Herri met de Bles genannt, die eine wichtige Rolle in der Entwicklungsgeschichte der niederländischen Landschafts- und Genremalerei einnahmen.

## Monogramm
Silke Gatenbröcker zufolge:

„Es handelt sich um ein kompliziert aufgebautes, leider wegen der etwas beschädigten Maloberfläche nicht ganz deutlich erkennbares, sehr kleines Monogramm aus mehreren ineinander verschränkten Buchstaben: In einen zentralen Buchstaben M ist ein S und vielleicht ein A eingeschrieben, eindeutig zu erkennen über dem M ein I/J und unter dem M ein V.“

Das Monogramm wurde von Wilhelm von Bode in seinen Studien zur Geschichte der holländischen Malerei abgedruckt. Gustav Glück beschrieb das Monogramm wie folgt:

„Vor allem läßt sich das Monogramm, das sich auf der ‚Speisung der Fünftausend‘ im Braunschweiger Mus. befindet am leichtesten in die Buchstaben J. (oben) v. (unten) A M S L (das L steht umgekehrt) auflösen; danach enthielte das Monogramm fast den vollen Namen des Künstlers.“

## Werke

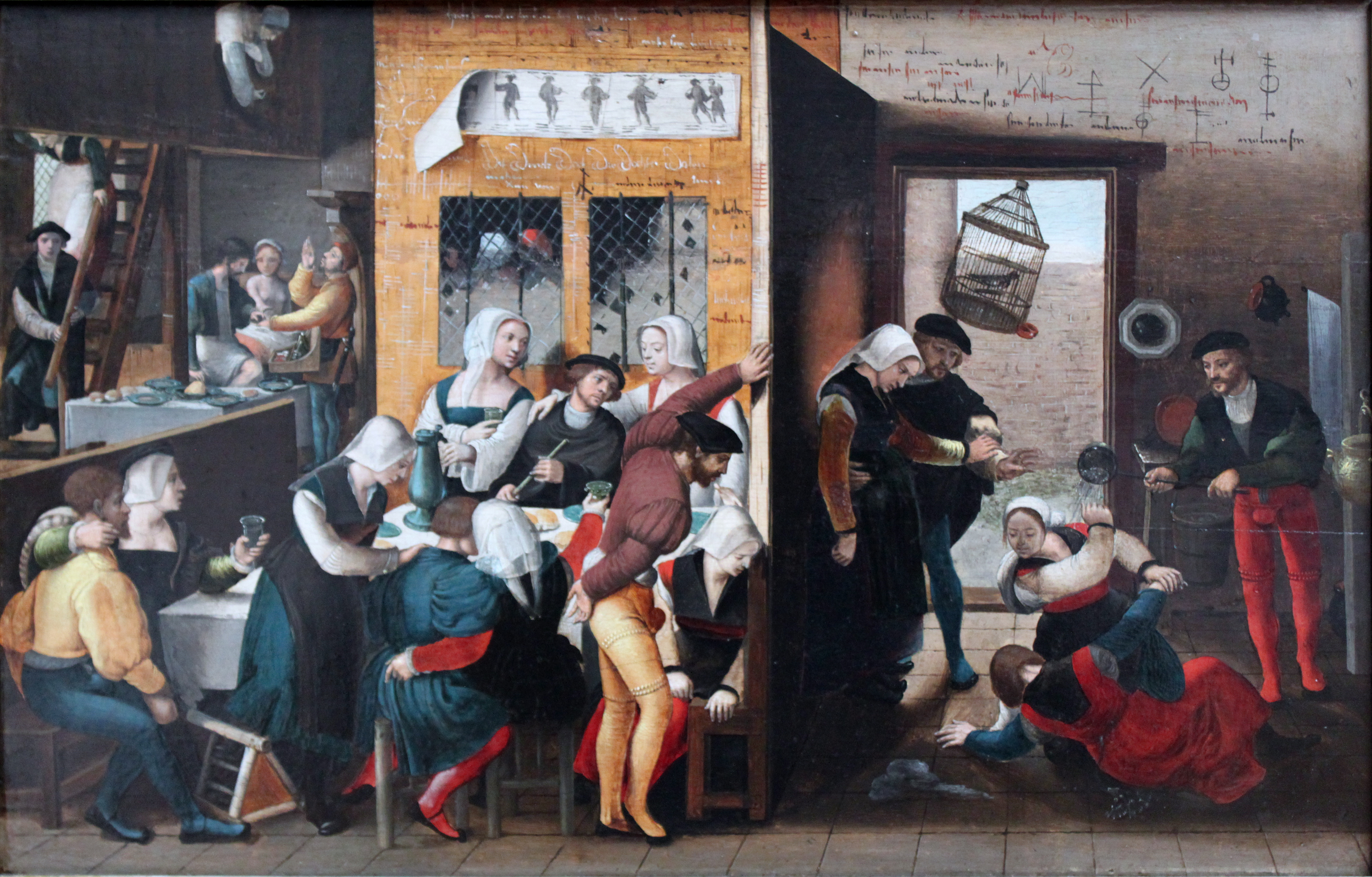
Bordellszene, 1537; Gemäldegalerie, Berlin

Neben dem bereits erwähnten Gemälde Das Große Gastmahl (Speisung der Armen nach dem Gleichnis vom grossen Abendmahle) befindet sich ein weiteres Werk dieses Malers im Herzog-Anton-Ulrich-Museum, Abseits der Kirmes (Juda und Thamar). Andere sind im Rijksmuseum in Amsterdam, im Pariser Louvre, im Städel in Frankfurt am Main, in der Gemäldegalerie in Berlin und im Kunstmuseum Basel zu finden.
Die Bordellszene, auch Lockere Gesellschaft genannt, befindet sich in Berlin und entstand ca. um 1540. Vor allem die vielen Anschriften an der Wand sind auffallend und deuten auf die moralisierende Bedeutung des Bildes. Der Satz „Dat dinck dat di dochter dalen“ beispielsweise kann mit „Das Ding, das die Tochter niedersinken lässt“ und spielt auf die verlorene Unschuld der Frauen an. Dabei bilden erigierte männliche Geschlechtsorgane die Buchstaben D des Satzes.